# キング・ビー
「キング・ビー」(I'm a King Bee)は、アメリカ合衆国ルイジアナ州出身のブルースマン、スリム・ハーポの楽曲。ハーポは、1957年から1970年に亡くなるまでの間、ナッシュビルのエクセロ・レコードに在籍し、1966年には「Baby Scratch My Back」というR&Bチャートのナンバーワン・ヒットを生んでいる。「I'm a King Bee」は、1957年3月の初セッションでレコーディングされ、シングル盤（Excello 2113）としてリリースされた。
ローリング・ストーンズは、この曲を1964年のファースト・アルバム『ザ・ローリング・ストーンズ』の中でカバーしている。

## 収録アルバム
- 『Rainin' in My Heart』- スリム・ハーポ (Excello 8003, 1961年)[1]
- 『ザ・ローリング・ストーンズ』 - ザ・ローリング・ストーンズ (1964年)